# Chomelia sessilis
Chomelia sessilis är en måreväxtart som beskrevs av Johannes Müller Argoviensis. Chomelia sessilis ingår i släktet Chomelia och familjen måreväxter. Inga underarter finns listade i Catalogue of Life.